# حمام أغا ميكائيل
حمام أغا ميكائيل (بالأذربيجاني - Ağa Mikayıl hamamı) - هو حمام واقع في المدينة القديمة،و نصب تذكاري.

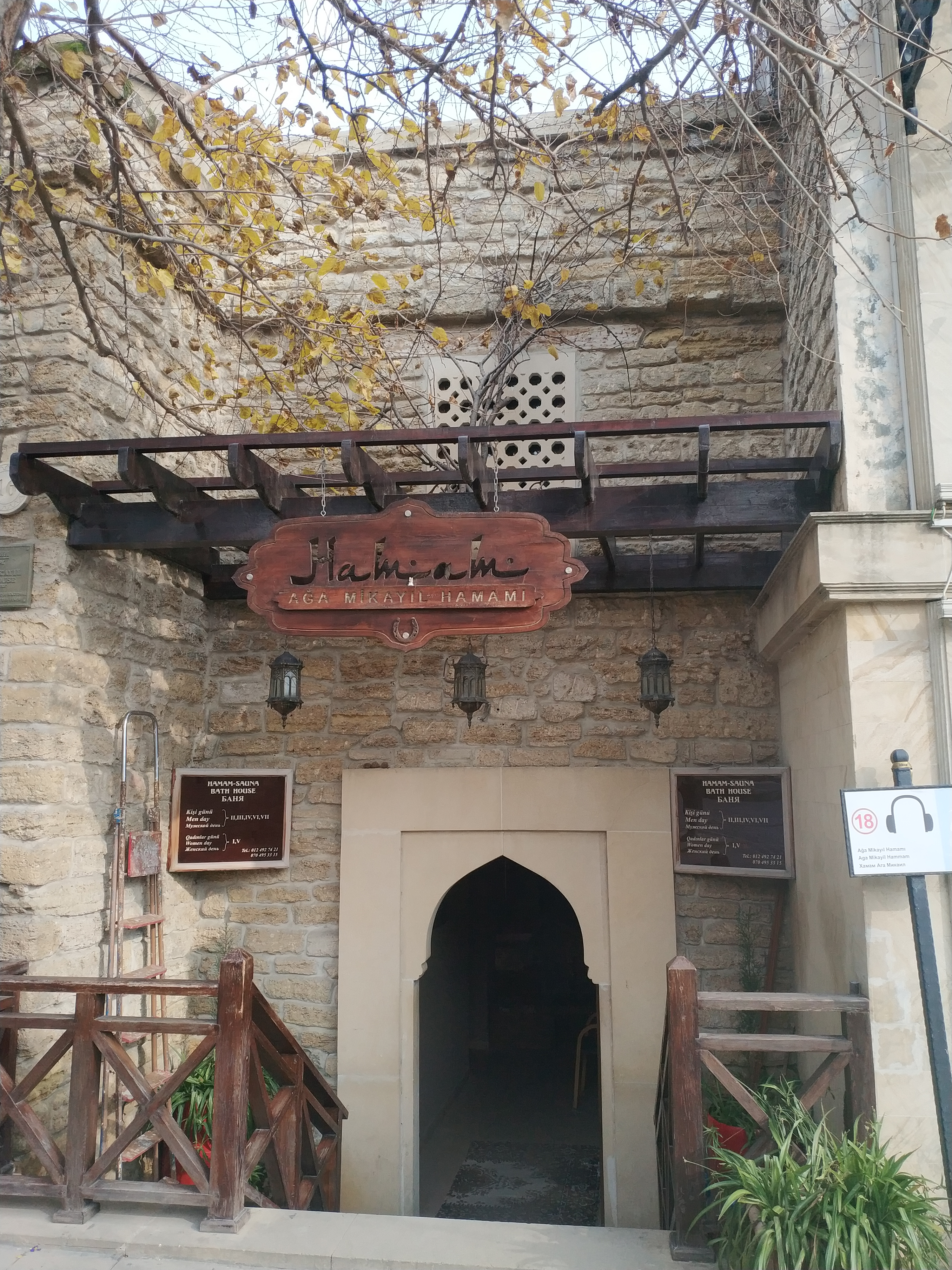
باب الدخول لحمام أغا ميكائيل

## تاريخه
تم إنشاء حمام أغا ميكائيل من قبل ساكن شاماخي حاجي أغا ميكائيل، في القرن 18، على الجنوبي الغربي من المدينة القديمة.
يقع الحمام في شارع كيجيك قالة (القلعة الصغراء) أحد من أهم الشوارع. 
و يسمون هذا الأراضي الذي يفع الحمام حي «حماميين» في لغة علم التأصيل الشعبي.
دخول الحمام من شارع كيجيك قالة.
يتميز الهيكل الداخلي للغرف بعرضه الخاص من الحمامات الأخرى.
الخزائن وغرف الغسيل هي بشكل مربع.
تشكل تصميم الحمام بالأقواس والقبة والقبة.
و أدرج هذا نصب تذكاري في النظام المدني للمدينة الجنوبية الشرقية كالمبنى الاجتماعي. 

## معرض صور

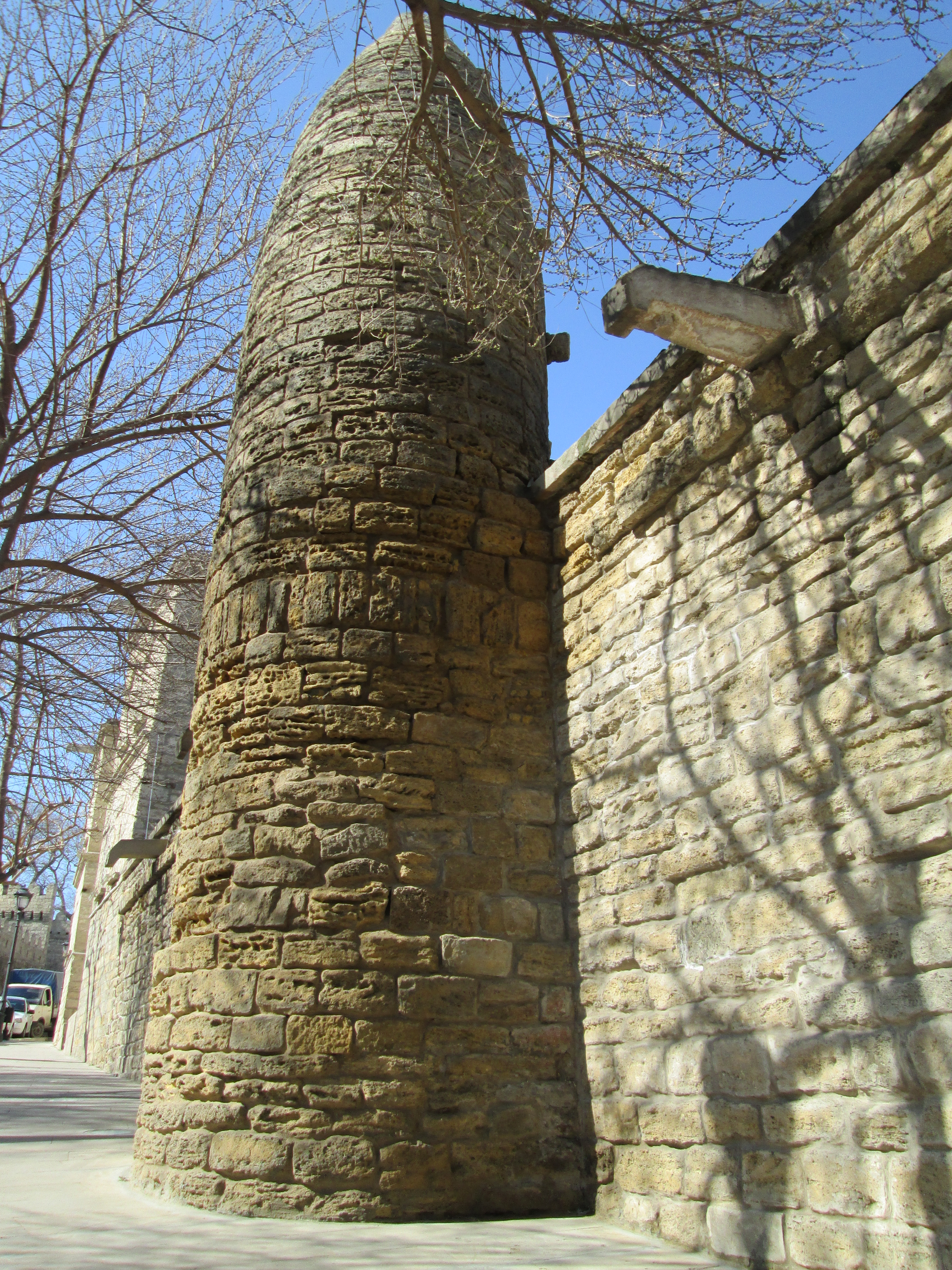
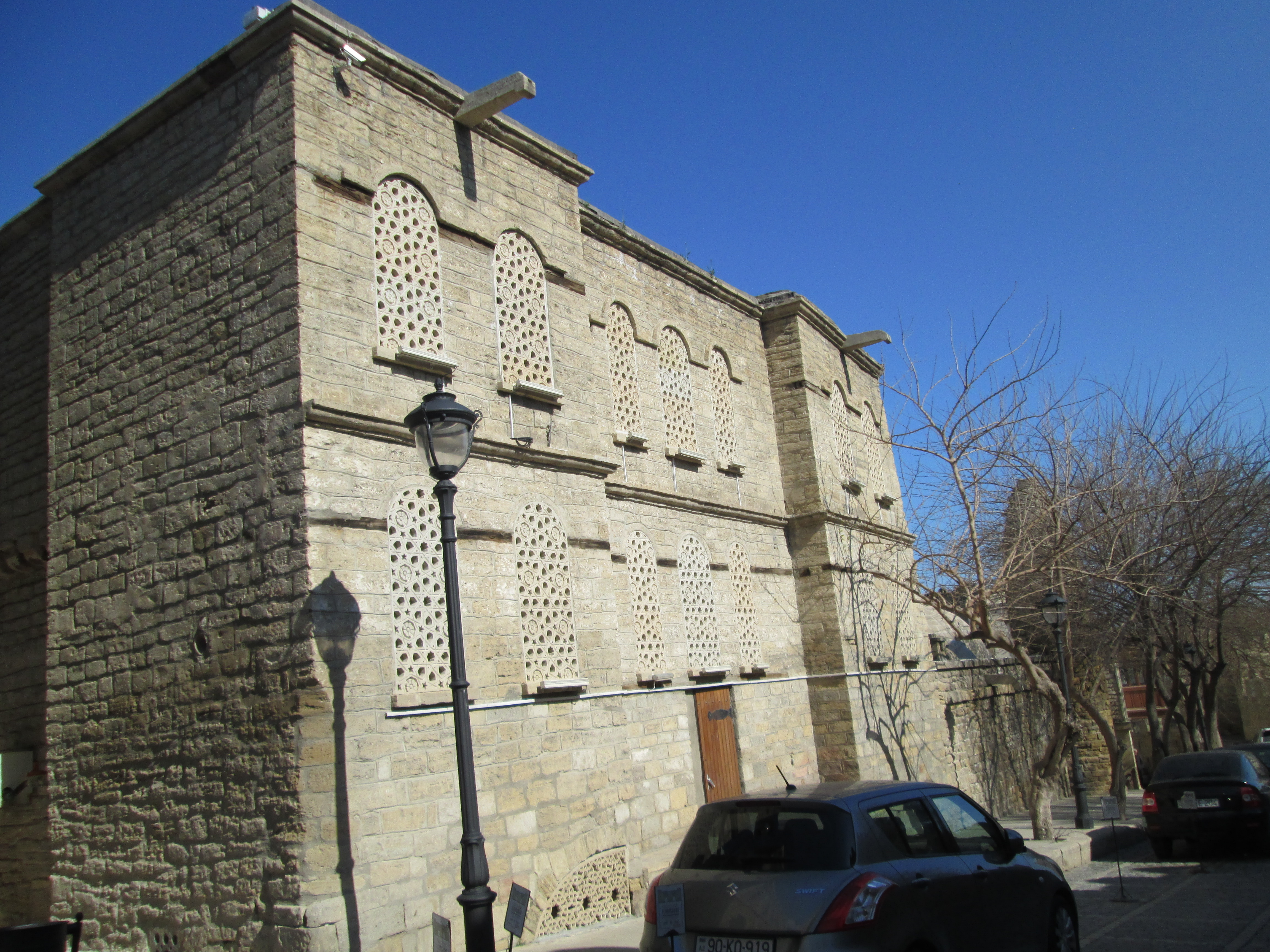
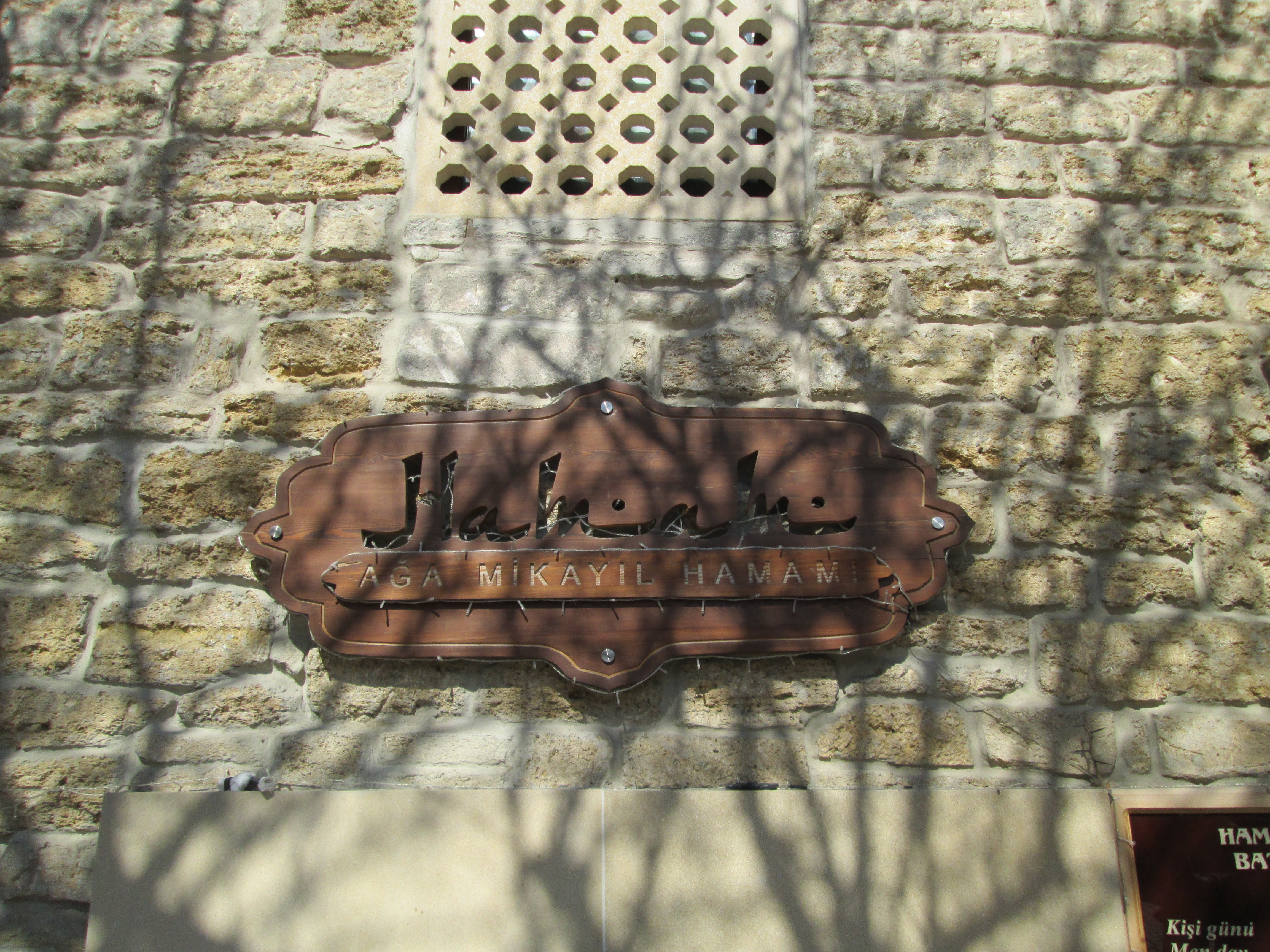